# Fissistigma carrii
Fissistigma carrii är en kirimojaväxtart som beskrevs av Ian Mark Turner. Fissistigma carrii ingår i släktet Fissistigma och familjen kirimojaväxter. Inga underarter finns listade i Catalogue of Life.